# Homoneura shewelli
Homoneura shewelli är en tvåvingeart som beskrevs av Miller 1977. Homoneura shewelli ingår i släktet Homoneura och familjen lövflugor. Inga underarter finns listade i Catalogue of Life.